# Хоенау (Доња Баварска)
Хоенау (њем. Hohenau) град је у њемачкој савезној држави Баварска. Једно је од 25 општинских средишта округа Фрејунг-Графенау. Према процјени из 2010. у граду је живјело 3.449 становника. Посједује регионалну шифру (AGS) 9272127.

## Географски и демографски подаци
Хоенау се налази у савезној држави Баварска у округу Фрејунг-Графенау. Град се налази на надморској висини од 804 метра. Површина општине износи 43,1 km². У самом граду је, према процјени из 2010. године, живјело 3.449 становника. Просјечна густина становништва износи 80 становника/km².

## Међународна сарадња
| Мјесто              | Држава   | Врста сарадње | Од    |
| ------------------- | -------- | ------------- | ----- |
| Хохенау ан дер Марх | Аустрија | контакт       | 1987. |
| Извор               |          |               |       |